# Unterramsern
Unterramsern is een gemeente en plaats in het Zwitserse kanton Solothurn en maakt deel uit van het district Bucheggberg.
Unterramsern telt 198 inwoners.